# South Browning
South Browning est une census-designated place située au sein de la réserve indienne des Blackfeet et du comté de Glacier dans l’État du Montana. 